# Maxime Dufour-Lapointe
Maxime Dufour-Lapointe (9 février 1989 à Montréal, Québec) est une skieuse acrobatique canadienne francaise. Elle est la plus âgée des sœurs Dufour-Lapointe.

## Carrière
Elle a participé aux Jeux Olympiques de Sotchi en Russie en compagnie de ses deux sœurs, où elle se qualifie pour les demi-finales et termine douzième, derrière sa sœur cadette, Chloé Dufour-Lapointe, qui elle, remporta l'argent et de Justine Dufour-Lapointe qui remporte l'or.
Elle annonce sa retraite du ski acrobatique à l'automne 2018, pour se tourner vers la médecine à l'Université de Montréal. Aux côtés de ses sœurs, elle est la fondatrice d'une collection de vêtements de plein air nommée Tissés Serrées et la porte-parole de l'organisme Fillactive ayant pour but de promouvoir l'activité physique chez les jeunes filles
En février 2022, elle mettra sur pause ses stages de médecine pour se rendre à Pékin, où elle sera porte-parole et mentor des athlètes de l'équipe canadienne. Elle encouragera et conseillera les athlètes grâce à son expérience olympique antérieure.